# Hadijel (vasút)
Az országos vasúthálózatok kialakulásával a vasutak Európa-szerte egyre fontosabb szerepet játszottak a hadviselésben, elsősorban a hadianyag és a katonák szállításának terén. Háború esetén minden járművet a hadvezetés rendelkezésére kellett bocsátani, tekintet nélkül arra, hogy állami vagy magántársaságok tulajdonát képezték. Problémát jelentett ugyanakkor, hogy az egyes vasutak vontató és vontatott járműveiket saját egyéni jelölési rendszerük szerint tartották nyilván. Főleg a vontatójárművek esetén azok főbb jellemzőire semmi nem utalt. A hadvezetés számára ezért lényeges volt, hogy a járművek számára olyan egységes jelölési rendszert dolgozzanak ki, mely azok használhatóságára utal.
Számos ország vezetett be ezért úgynevezett hadijelet, mely általában a mozdonyok teljesítőképességére és súlyviszonyaira utalt. Ez utóbbi különösen nagy jelentőségű volt a hadszínterek környékén szóba jöhető vasúti pályák és műtárgyak (pl. hidak) változó teherbíró képessége miatt.

## Az Osztrák–Magyar Monarchia hadijel-rendszerei

### A második jelzési rendszer
Az Osztrák–Magyar Monarchia 1894-ben új, az előzőnél több információt tartalmazó hadijel-rendszert vezetett be. Ezt a jelzést egy, a mozdonysátor két oldalán elhelyezett 408×290 mm-es fekvő téglalap alakú öntött tábla tartalmazta. Ez a hadijel az információkat tört alakjában rögzítette:
- A tört számlálója:
  - Egy római szám, mely a hajtott- és kapcsolt kerékpárok számát jelölte,
  - Egy arab szám, mely a mozdony által 10‰-es emelkedőn 17 km/h sebesség mellett tartósan vontatható legnagyobb vonattömeget mutatta.
- A tört nevezője: egy latin nagybetűből és egy arab számból álló jelzés, mely a mozdony tömegére, illetve folyóméter-tömegére (tonna/méter) utalt. A betű (A, B, C, D) a főcsoportot, a szám (1…9) az azokon belüli alcsoportot jelölte. 
  - Az „A” főcsoport (melyben 8 alcsoport volt) esetén mozdonyvonat összeállításakor az ilyen jelű mozdonyok közé 2–2 db kocsit,
  - a „B” főcsoport (melyben 8 alcsoport volt) esetén mozdonyvonat összeállításakor az ilyen jelű mozdonyok közé 1–1 db kocsit,
  - a „C” főcsoport (melyben 5 alcsoport volt) esetén mozdonyvonat összeállításakor 2–2 db ilyen jelű mozdony közé 1–1 db kocsit kellett besorozni, míg
  - a „D” főcsoport (melyben 9 alcsoport volt) esetén nem volt ilyen korlátozás.

Így az „A8” jelkombináció a legnehezebb, a „D1” a legkönnyebb mozdonyt jelölte.
A hadijelzés számlálóját keretbe foglalták, amennyiben:
- az előírt terhelést nem tudta teljesíteni,
- a mozdony, vagy szerkocsija víztartályának befogadó-képessége 8 m³-nél kisebb volt,
- a mozdony közlekedtethetősége egyéb okból (túl nagy tengelyterhelés, kiálló szerkezeti elemek, fogaskerékhajtás miatt) korlátozott volt.

Példák:
- A 324 sorozatú mozdonyok hadijele  {\displaystyle {\tfrac {\mathrm {III\ 400} }{\mathrm {A} _{1}}}}  volt, azaz olyan három kapcsolt kerékpárú mozdony, mely 10‰-es emelkedőn 17 km/h sebesség mellett tartósan 400 tonna terhelést vontathat, és az „A” főcsoport legkönnyebb, „1”-es alcsoportjába tartozott.
- A 377 sorozatú mozdonyok hadijele  {\displaystyle {\tfrac {\overline {\left|\mathrm {III\ 175} \right|}}{\mathrm {D} _{6}}}}  volt, azaz olyan három kapcsolt kerékpárú mozdony, mely 10‰-es emelkedőn 17 km/h sebesség mellett tartósan 175 tonna terhelést vontathat, és a „D” főcsoport „6”-os alcsoportjába tartozott, de víztartályának befogadó-képessége 8 m³-nél kisebb.